# Хис, Карл Осипович
Карл Осипович Хис (англ. Charles Heath; 1826—1900) — российский педагог, учитель детей августейших особ императорского двора. Действительный статский советник.

## Биография
Родился в английском городе Бишам 28 сентября 1826 года, в очень большой семье, где было 14 детей. Принадлежал к довольно знатному, но обедневшему английскому дворянскому роду; один из его предков — Николас Хис — был канцлером английского королевства при Марии Тюдор. В 1837 году отец, Йозеф Хис, умер и материальное положение семьи значительно ухудшилось. Тем не менее Чарльзу удалось получить среднее образование в престижной Грет-Марлоской школе, а затем он закончил Кембриджский университет.
В 1850 году он приехал в Россию и стал воспитателем в пансионате В. Ф. Мечина. После закрытия пансиона Хис стал давать частные уроки, поселился на некоторое время в семье известного русского филолога Н. И. Греча (набережная Мойки, дом 54), с которым его и впоследствии связывали дружеские отношения. Вскоре вскоре его пригласили преподавать английский язык и литературу в Императорский Александровский лицей. Кроме того он начал преподавать английский язык в Школе Карла Мая и офицерских классах Морского кадетского корпуса. В 1861 году женился на родившейся в Петербурге Вильгемине-Амалии Фёдоровне Ледигсон. 

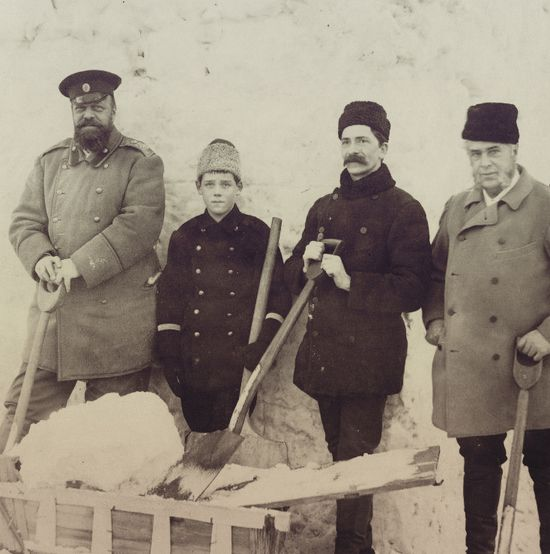
Александр III, Великий князь Михаил Александрович, Марк-Фердинанд Тормейер (преподаватель французского языка) и Карл Осипович

К. О. Хис занимался акварельной живописью и был членом Общества русских акварелистов. Его работы выставлялись на выставках, в том числе в Лондоне ( в Dudley Gallery), приобретались в Англии и России и находятся ныне в ряде музейных собраний, в том числе в Государственном Русском музее. Он был основателем английского общества «The Islanders». В 1860-х годах Хис вместе с британским консулом Джоном Мичеллом основал «Рыболовный клуб Харрака» («Harraka Fishing Club»); Хис изобрёл блесну, прозванную «хисой» и пользовавшуюся популярностью у рыболовов Ленинграда ещё в 1920-х годах.
Из Александровского лицея он был уволен, по прошению, 31 декабря 1868 года — «с мундиром воспитателя и пенсией», получив за время службы чин статского советника и орден Св. Владимира 4-й степени. Его педагогическая деятельность продолжалась при Императорском дворе: он стал учителем английского языка и помощником воспитателя детей императора Александра III — великих князей Николая (будущего императора Николая II), Георгия и Михаила Александровичей; благодаря Хису все дети Александра III кроме отличного знания английского языка получили прекрасную физическую подготовку, что отмечали многие мемуаристы. Помимо этого, он продолжал, начатые ранее занятия с младшими сыновьями великого князя Константина Николаевича.
После того, как в марте 1881 года царская семья переехала в Гатчинский дворец, переехала в Гатчину и семья Хисов. В конце 1890-х годов супруги поселились в доме 35 на набережной Фонтанки.
С 1889 году у него начала развиваться болезнь сердца. Он вышел в отставку в чине действительного статского советника. Скончался в Санкт-Петербурге 19 ноября (2 декабря) 1900 года; 23 ноября был похоронен на Смоленском кладбище (могила не сохранилась).